# Hipotaurin
Hipotaurin je derivat sulfinske kiseline koji je intermedijar u biosintezi taurina. Poput taurina, ova kiselina takođe dejstvuje kao endogeni neurotransmiter putem akcije na glicin receptore.

## Literatura
- Mario Fontana, Silvestro Duprè & Laura Pecci (2006). Advances in Experimental Medicine and Biology: The Reactivity of Hypotaurine and Cysteine Sulfinic Acid with Peroxynitrite. стр. 15—24. ISBN 978-0-387-32356-5. doi:10.1007/978-0-387-33504-9_2.